# Steve Fox (Tekken)
Steve Fox (21 jaar) is een personage uit de computerspelserie Tekken.
Steve Fox is een professionele Britse bokser die de zoon blijkt te zijn van huurmoordenares Nina Williams.
Steve is student aan de Universiteit van Oxford, waar hij biologie studeert voordat hij bokser wordt. Tijdens een van de bokswedstrijden wint hij, hoewel afgesproken was dat hij zou verliezen. Om niet vermoord te worden vlucht hij naar Amerika. Hij doet mee aan de Tekken 4 om van de maffia af te komen.